# Zyklon-B (gruppo musicale)
Gli Zyklon-B sono stati un supergruppo black metal norvegese, attivi dal 1995 al 1999.

## Storia del gruppo
I membri della band erano Tomas "Samoth" Thormodsæter Haugen (Zyklon, chitarra e basso), Vegard "Ihsahn" Sverre Tveitan (Emperor, tastiera), Kjetil "Frost" Haraldstad (Satyricon, batteria) e Björn "Aldrahn" Dencker Gjerde (Dødheimsgard, voce). Le tematiche dei loro testi rappresentavano principalmente la morte, l'apocalisse e la guerra, nonostante il fatto che hanno pubblicato un solo EP contenente tre brani. Altre versioni delle canzoni messe in primo piano erano incluse in split singles con i Mayhem e i Swordmaster.
Il supergruppo blackened death metal Zyklon, per il fatto che Samoth è stato membro in entrambi i gruppi, viene appunto confuso comunemente con gli Zyklon-B, anche se loro stessi hanno dichiarato di non aver niente a che fare con l'altro.
Il nome è un riferimento allo Zyklon B, un gas tossico utilizzato dalla Germania nazista durante l'Olocausto, anche se la band ha dichiarato che "Zyklon-B non è riferito a nessuna perferenza politica o razziale".

## Discografia
- 1995 – Blood Must Be Shed
- 1996 – Blood Must Be Shed / Wraths of Time (split EP con gli Swordmaster)
- 1999 – Necrolust / Total Warfare (split EP con i Mayhem)